# Квисатц Хадерах
Квисатц Хадерах (также Квизац Хедерах, англ. Kwisatz Haderach) — понятие из цикла романов американского писателя Фрэнка Герберта, Хроники Дюны, мужчина, способный заглядывать в генетическую память предков как по женской, так и по мужской линии. Являлся целью селекционной программы ордена Бене Гессерит. По книге им стал: Пол Муад’Диб и его сын Лето Атрейдес II. Некоторые исследователи проводят параллели с Иисусом.
Также в последней части Дюны-7, а именно «Песчаных червях Дюны», оказывается, что самым последним Квисатц Хадерахом был именно Дункан Айдахо, который смог объединить людей и машин.

## Возможности
Ментальные способности Квисатц Хадераха позволяют ему объять пространство и время, тем самым получив дар предвидения.

## План получения
Способ получения квисатц хадераха основывался на правильной подборке генов различных людей (генетическом скрещивании). По планам Бене Гессерит, квисатц хадерахом должен был стать сын от скрещивания Фейд-Рауты Харконнена и дочери герцога Лето Атрейдеса и леди Джессики. Однако леди Джессика из любви к Лето ослушалась приказа ордена и родила ему сына Пола, который в дальнейшем стал квисатц хадерахом, неподконтрольным Бене Гессерит.
Генетическая программа Бене Гессерит привела к тому, что к моменту восстания на Арракисе орден имел двоих потенциальных претендентов: Пола Атрейдеса, уже состоявшегося Квисатц Хадераха, и племянника барона Владимира Харконнена, Фейда-Рауту Харконнена, который мог претендовать на завершение генетической программы в следующем поколении.
Преподобная мать Бене Гессерит Гайя-Елена Мохийам была крайне обеспокоена возможностью потери обеих линий селекции во время поединка Пола Муад’Диба и Фейда-Рауты на Арракисе. Однако её опасения оказались неоправданными, так как в этом поединке погиб лишь один из соперников, а именно Фейд-Раута.
Также выясняется, что генетический евнух, граф Фенринг (ближайший друг падишах-императора Шаддама IV), был побочной генетической линией и мог бы стать Квисатц Хадерахом, но в результате ошибки этого не случилось, и граф Фенринг стал первоклассным шпионом, направив все свои задатки Квисатц Хадераха в это занятие.

## Происхождение термина
Сам создатель «Дюны», писатель Фрэнк Герберт, объяснил значение этого термина как «сокращающий путь». Как и многие прочие термины, данный термин был взят из ближневосточных языков, в данном случае из иврита (ивр. קְפִיצַת הַדֶּרֶךְ‎; Кфицат ХаДерех, "скачок пути", однако неверно услышанное слово превратило его в бессмысленное квисат хадерех, стирку пути). Согласно хасидским легендам, праведный раввин получает способность телепортации.